# تصويت بالنيابة
التصويت بالنيابة هو شكل من أشكال التصويت، يفوض بواسطته عضو في هيئة من هيئات صنع القرار حقه/حقها في التصويت لممثل ما، للتمكن من التصويت في حالة الغياب. قد يكون الممثل عضوًا آخر في الهيئة نفسها، أو من خارجها. يُدعى الشخص المحدد بهذه الطريقة «الوكيل» ويُطلق على الشخص الذي يعينه «الموكل».:3 يمكن استخدام التعيينات بالنيابة لتشكيل كتلة أصوات تقوم بتأثير أكبر في المشاورات والمفاوضات. التصويت بالنيابة تقليد مهم خصوصًا فيما يتعلق بالشركات، ففي الولايات المتحدة عادةً ما يصوت مستشارو الاستثمار بالنيابة عن حسابات وكلائهم.
من المواضيع ذات الصلة الديمقراطية السائلة، وهي مجموعة من الأنظمة الانتخابية التي يمكن في ظلها تجميع الاصوات وتحويلها من الناخبين والمرشحين أو من اتحاد من كليهما لخلق التمثيل النسبي والديمقراطية المفوضة.
موضوع آخر ذو صلة هو ما يُسمى الخطة بالنيابة، أو نظام التمثيل الانتخابي التفاعلي، إذ يمكن أن يحصل الممثلون المنتخبون على نفس عدد الأصوات المحصلة في انتخابات سابقة. قامت ولاية أوريجن باستفتاء حول تبني نظام انتخابي مماثل سنة 1912.
جاء في الدليل البرلماني للولايات المتحدة لقواعد إجراءات ريديك، إنه بموجب التصويت بالنيابة، فإن التصويت للمسؤولين يجب أن يتم بالاقتراع، وذلك بسبب الصعوبات الذي يتضمنها التصديق إذا قال أحد الأعضاء مثلًا: «لقد أدليت بسبعة عشر صوتًا للسيد ص».
التصويت بالنيابة هو أيضًا ميزة مهمة في حوكمة الشركات بواسطة ما يُعرف ببيان الوكالة. تستخدم الشركات وكالات التماس للحصول على أصوات بالنيابة.

## الهيئات التشريعية
تمنع بعض الجمعيات حاليًا التصويت بالنيابة. مثلًا، في كلا مجلسي الكونغرس الأمريكي، وأيضًا في غالبية الهيئات التشريعية في الولايات، إن لم يكن جميعها، فإن كل عضو لا بد أن يكون حاضرًا ليدلي بصوته ليُحتسَب. مع ذلك قد يحدث هذا حال عدم اكتمال النصاب، والحاجة إلى إجبار العدد الكافي من الأعضاء الغائبين على الحضور من أجل اكتمال النصاب.
يمكن استخدام التصويت النيابي الآلي في الهيئات التشريعية، بواسطة التمثيل المباشر، هذه الفكرة أساسًا هي شكل من التصويت الموزون. مثلًا اقتُرح أنه بدلًا من انتخاب أعضاء من الدوائر الفردية -التي ربما يُتلاعب بها- يُنتخب الأعضاء عمومًا، لكن عند أخذ المقاعد يدلي العضو بعدد الأصوات التي حصل عليها في الانتخابات السابقة. وهكذا، مثلًا، إذا خُصص 32 عضوًا لولاية في مجلس النواب الأمريكي، فإن 32 مرشحًا الذين حصلوا على غالبية الأصوات في الانتخابات العامة سيحصلون على مقاعد، لكن سيدلي كل منهم بعدد أصوات مختلف في كل من مجلس النواب واللجنة. سيسمح هذا الاقتراح بتمثيل آراء الأقليات في المشاورات التشريعية، كما هو حال المشاورات في اجتماعات الشركاء. قُدم هذا المقترح في جمعية المواطنين في أونتاريو عام 2007.
مثال آخر هو التمثيل النسبي التقييمي. يُنتخب في هذا النظام جميع أعضاء الهيئة التشريعية. يقيّم كل مواطن كفاءة ما يشاء من عدد المرشحين لمنصب ما، بدرجة ممتاز «مثالي» أو جيد جدًا أو جيد أو مقبول أو ضعيف أو مرفوض. قد يحصل عدد من المرشحين على التقييم نفسه من ناخب واحد. كل مواطن ينتخب ممثله في المجلس البلدي. أما لمجلس تشريعي عام ومتنوع للولاية، فالمواطن حر في اختيار التصويت في أي من الدوائر أو المنظمات الانتخابية الرسمية في البلاد. يقيّم كل مواطن أي عدد يشاء من المرشحين في البلاد كلها. يملك كل ممثل قوة أصوات مختلفة -عدد مختلف من الأصوات الموزونة- في الهيئة التشريعية. يساوي هذا العدد من الأصوات العدد الكلي لأعلى التقييمات المتاحة التي حصّلها المرشحون من كل الناخبين، لا «يُهدر» صوت أي مواطن، وكل ناخب يُمثل نسبيًا.
يوجد مثالان واقعيان بنظام التصويت الموزون، هما مجلس وزراء الاتحاد الأوروبي وهيئة انتخابات الولايات المتحدة.
يجيز برلمان نيوزيلندا العمل بالتصويت النيابي. والقسمين 155-156 من النظام الأساس للبرلمان النيوزلندي يحددان الإجراءات للقيام بذلك. إذ يمكن العضو أن يوكل عضوًا آخر أو حزبًا للإدلاء بصوته. مع ذلك، لا يُسمح لحزب ما بممارسة التصويت النيابي بنسبة تتجاوز 25% من أعضائه فصاعدًا. لاحظت مجلة ذا «نيوزيلند لسنر» حادثة مثيرة للجدل فيما يخص التصويت الانتخابي. إذ سُمح لحزب العمال بالتصويت نيابة عن تيتو فيليب فيلد، الذي تغيب تكرارًا. نظريًا، يُسمح لعضو الهيئة التشريعية بالغياب إذا كان غيابه متعلقًا بشؤون برلمانية أو شؤون عامة، أو شؤون خاصة مُلِحة مثل حالة المرض أو وفاة أحد أفراد العائلة.
كان التصويت النيابي معمولًا به في لجان مجلس النواب الأمريكي، إلى أن منعت الإصلاحات الجمهورية عام 1995 العمل به. عادةً يوكل الأعضاء حقهم في التصويت إلى عضو مهم من حزبهم في اللجنة التشريعية. عارض الجمهوريون التصويت بالنيابة إذ يسمح لأغلبية ديمقراطية كسول بتمرير التشريعات في اللجنة بإجراءات تناهض الاغلبية. ومن ثم في حال غياب الأعضاء الديمقراطيين في اللجنة التشريعية، سيعارض ممثل الديمقراطيين الأغلبية الجمهورية بنجاح مشهرًا نيابته عن الأعضاء الغائبين.
كتب توماس أي. مان ونورمان جي. أورنشتين: «في وجود مؤسسة كبيرة ومجزأة، يضطر فيها كل عضو للحضور في 5-6 أماكن في أي لحظة، فإن التصويت بالنيابة يصبح شرًا لابد منه».

## الانتخابات
يُعرف التصويت بالنيابة في بعض الأحيان بأنه «التواتر الذي يتأثر به الأزواج وعمال الاتحادات وأصدقاء الأصدقاء للذهاب إلى صناديق الاقتراع لإتمام مهمة». توجد تقريبًا احتمالية للتصويت بالنيابة بين ناخب من أصل خمسة ناخبين، وهي أعلى بضعفين تقريبًا في المستويات المتوسطة من الاستمرارية المعقدة. وفقًا لدابليو. راسل نيومان، فإن التأثير الصافي من الأفكار التي يعمل بها الأصدقاء والزملاء ليس من المحتمل أن يكون لها مثل التأثير الكبير الذي تقوم به الأحزاب السياسية.
كانت إمكانية انتشار استخدام التصويت بالنيابة موضوعًا لتكهنات كثيرة. كتب تيري إف. بوس وآخرون أن التصويت عبر الأنترنت سيؤدي إلى الموافقة الفعلية على التصويت بالنيابة، إذ إن الرموز السرية يمكن مشاركتها مع الآخرين: «من البديهي أن حسابات الكلفة والفوائد حول إجراء التصويت قد تتغير كثيرًا بسبب محاولة المنظمات تحديد وتقديم حوافز لتتحكم بالتصويت بالنيابة دون انتهاك قوانين المنع الخاصة بشراء الأصوات».
أحد الانتقادات الموجهة للتصويت بالنيابة أنه يتضمن خطورة التعرض للاحتيال أو الترهيب. نقد آخر هو أنه يمثل انتهاكًا لمبدأ الاقتراع السري، إذ قد تُقدَّم الأوراق مثلًا لتعيين موظف في حزب ما بوصفه وكيلًا لأحدهم.
قُدم اقتراح لربط التصويت بالنيابة بنظام المبادرة والاستفتاء، لتشكيل نوع هجين من الديمقراطية المباشرة والديمقراطية التمثيلية. اقترح جيمس سي. ميلر الثالث، مدير ميزانية رونالد ريغن، إلغاء الديمقراطية التمثيلية وتطبيق برنامج للتصويت المباشر والتصويت بالنيابة في العملية التشريعية. واقترح جوزيف فرانسيس زيمرمان السماح بنظام التصويت بالنيابة في اجتماعات مدينة نيو إنغلند.
يمكن في ظل نظام التصويت النيابي القضاء على بعض المشكلات المرتبطة بمعضلة الاختيار العمومي للتجمعات السياسية.